# Swiss Satellite Radio
Swiss Satellite Radio est une société de radio appartenant à la SRG SSR qui comprend trois réseaux musicaux pouvant être captés via internet, câble, satellite et DAB+.

## Liste des stations de radio
- Radio Swiss Classic
- Radio Swiss Jazz
- Radio Swiss Pop